# Rivière des Béland
Pour les articles homonymes, voir Béland.
La Rivière des Béland est un affluent de la rive sud-est de la rivière Madeleine laquelle coule vers le nord-est jusqu'au littoral sud de l'estuaire du Saint-Laurent où elle se déverse au village de Sainte-Madeleine-de-la-Rivière-Madeleine. Elle coule dans le canton de Bonnécamp, le canton de la Rivière et le canton de Lefrançois, dans le territoire non organisé du Mont-Albert, dans la municipalité régionale de comté de La Haute-Gaspésie, dans la région administrative de la Gaspésie-Îles-de-la-Madeleine, au Québec, au Canada.

## Géographie
La rivière des Béland prend sa source au lac Clarette (longueur : 0,5 km ; altitude : 483 m), situé dans le canton de Bonnécamp, dans le territoire non organisé du Mont-Albert, dans la Réserve faunique des Chic-Chocs, dans les Monts Chic-Chocs qui font partie des Monts Notre-Dame.
Ce lac est situé à 39,0 km au sud du littoral sud du golfe du Saint-Laurent. À partir du lac Clarette, la rivière des Béland coule sur 32,7 km répartis selon les segments suivants :
- 1,8 km vers le nord dans le "canton de Bonnécamp", jusqu'à la confluence d'un ruisseau (venant du sud-ouest) ;
- 2,1 km vers le nord, jusqu'à la décharge des lacs Mathurin et Desnouff (venant du sud-est) ;
- 0,2 km vers le nord, jusqu'à la décharge (venant du nord-est) d'un lac ;
- 0,8 km vers le nord, jusqu'à la décharge du lac Sohier (venant de l'ouest) ;
- 2,2 km vers le nord, jusqu'à la décharge d'un ruisseau (venant de l'est) ;
- 2,3 km vers le nord, jusqu'à un pont routier ;
- 6,4 km vers le nord, jusqu'à la limite du "canton de la Rivière" ;
- 6,1 km vers le nord, jusqu'à la limite du "canton de Lefrançois" ;
- 5,0 km vers le nord-est, jusqu'à la confluence du ruisseau à Alcide ;
- 5,8 km vers le nord, en longeant du côté ouest la route 198, jusqu'à sa confluence[2].

La rivière des Béland se déverse sur la rive sud-est de la Rivière Madeleine, dans le canton de Lefrançois, dans le territoire non organisé du Mont-Albert. Cette confluence est située à 21,0 km au sud du littoral sud de l'estuaire maritime du Saint-Laurent, à 12,6 km au nord-ouest du centre du village de Murdochville, à 1,8 km en amont de la limite du canton et à 3,1 km en amont du pont de la route 198.

## Toponymie
Le toponyme « Rivière Madeleine des Béland » a été officialisé le 5 décembre 1968 à la Commission de toponymie du Québec.